# Platymantis taylori
Platymantis taylori ist eine auf der Philippinen-Insel Luzon endemische Froschart. Das Artepitheton ehrt den US-amerikanischen Herpetologen Edward Harrison Taylor.

## Merkmale
Die Weibchen von Platymantis taylori erreichen eine Länge von 30,7 bis 39,8 mm, die Männchen eine Länge von 26,6 bis 33,0 mm. Die Paukenhöhle ist deutlich sichtbar. Der Canthus rostralis ist gerundet. Die Zähne am Pflugscharbein stehen stark hervor. Die hinteren Gliedmaßen sind lang. Schwimmhäute gibt es bei dieser Art nur an der Zehenbasis. Rücken, Schnauze, Augenlider, Kehle, Kinn, Bauch und Gliedmaßen sind allgemein glatt, abgesehen von einigen niedrigen Höckerchen und Falten am vorderen Rücken. Kopf, Schulter, Rücken und Flanken sind hellbraun bis graubraun. Ein über die Rückenmitte verlaufendes, helles, unregelmäßiges Band erstreckt sich von der Schnauze bis zur Analregion. Innerhalb dieses Bandes und an den angrenzenden Bereichen sind vereinzelte dunkle Flecken zu erkennen. Die Lippen haben dunkle Bänder, die Gliedmaßen dunkle Querbänder. Kinn, Kehle, Brust und Flanken haben dunkle Flecken. Daneben ist eine undeutliche W-förmige Markierung an der Schulterebene und ein dunkles Band zwischen den Augenhöhlen zu erkennen. Der Bauch und die Rückseite der Oberschenkel ist weiß.

## Lautäußerungen
Der Werberuf hört sich wie "kraak-kraak-kraak" an. Die Tondauer variiert zwischen 0,3 und 0,4 Sekunden. Die Intervalle zwischen den Tönen liegen bei 0,13 bis 0,14 Sekunden.

## Vorkommen
Platymantis taylori kommt im Sierre-Madre-Gebirge in der Provinz Isabela, in der Nähe der Stadtgemeinde Palanan die im Northern Sierra Madre Natural Park liegt, im Nordosten der Philippinen-Insel Luzon vor.

## Lebensraum und Lebensweise
Platymantis taylori bewohnt Regenwälder im Tiefland oder im niedrigen Bergland bis 400 m. Das Nest wird im Laub auf dem Boden errichtet. Wie alle Vertreter der Gattung Platymantis durchläuft diese Art kein aquatales Kaulquappenstadium, sondern entwickelt sich direkt aus den unpigmentierten Eiern.

## Status
Platymantis taylori ist derzeit noch häufig und weit verbreitet. Aufgrund der fortschreitenden Rodung der Regenwälder wird diese Art von der IUCN in die Kategorie „stark gefährdet“ (endangered) klassifiziert.